# Afschaffing van het feodalisme in Frankrijk

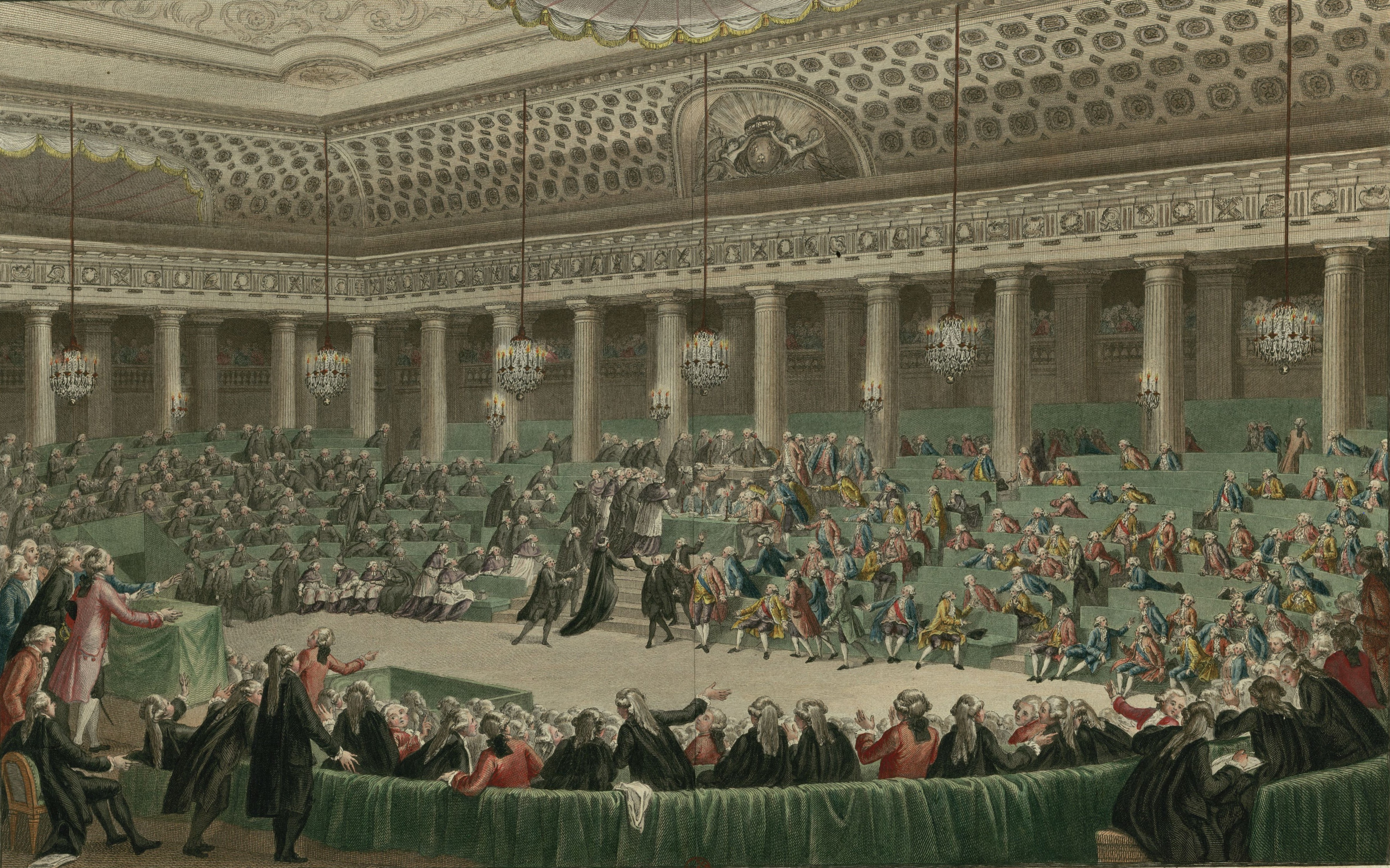
Prent over de nacht van 4 augustus

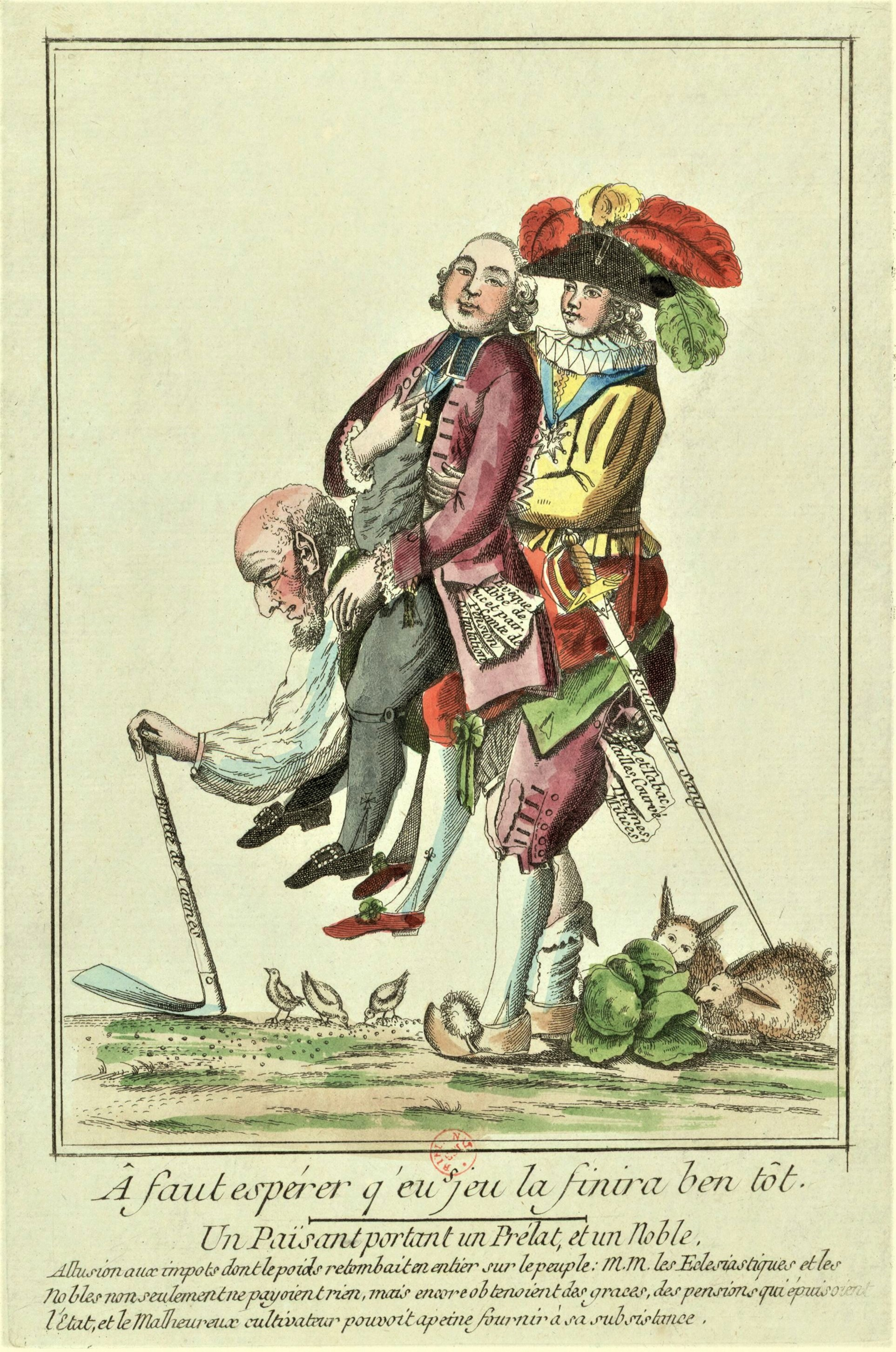
Een boer draagt een prelaat en een edelman (karikatuur van mei 1789)

De afschaffing van het feodalisme in Frankrijk gebeurde aan het begin van de Franse Revolutie toen de Nationale Grondwetgevende Vergadering de decreten van 4-11 augustus 1789 aannam. Dit luidde het einde in van de hiërarchisch gedeelde eigendom die kenmerkend was voor het leenheerlijk stelsel uit het ancien régime, en de overgang naar een nieuw concept van volle en eengemaakte eigendom. De adel en de geestelijkheid verloren hun privileges en heerlijke rechten, boeren zagen zich bevrijd van karweien, tienden en andere lasten. De hervorming stelde niet alleen een einde aan eeuwen van feodaliteit, ze maakte ook komaf met niet-feodale tenures en ambtenverkoop. Private eigendom en openbare macht werden uit elkaar getrokken. Initieel had deze omwenteling niet tot doel om de heren te verarmen of de lagere klassen te ontlasten, want rechten die als legitiem verworven werden beschouwd, moesten worden afgekocht of vergoed. Hoewel dit principe in 1793 werd verlaten, in wat de tweede afschaffing kan worden genoemd, duurde de praktische afwikkeling van de hervorming nog tot ver in de 19e eeuw. De revolutionaire afschaffing in Frankrijk was zeer invloedrijk en kreeg navolging in heel Europa.

## Context
In de 18e eeuw stond het leenheerlijk stelsel onder druk. Families die al generaties een stuk land van een heer bewoonden en bewerkten, beschouwden zich als de werkelijke eigenaars en vonden de lasten die op hen drukten niet langer vanzelfsprekend. In het hertogdom Savoye had de verlichte despoot Karel Emanuel II in 1771 een wet uitgevaardigd die het collectief afkopen van feodale rechten mogelijk maakte, tot grote vreugde van Voltaire. Ook in Toscane hadden de hervormingen van de groothertogen Frans en Leopold I tegen 1776 een einde gesteld aan de feodale lasten. Maar in Frankrijk zat het debat muurvast. In 1776 liet het Parlement van Parijs het pamflet Les inconvéniens des droits féodaux van Pierre-François Boncerf publiek verbranden.
De grond- en eigendomscrisis vond uitdrukking in de cahiers de doléances die in de aanloop naar de Franse Revolutie werden opgesteld. In de Staten-Generaal greep de derde stand de macht en stelden de afgevaardigden zich tot taak het land een geschreven grondwet te geven. De frustraties en verwachtingen leidden in de zomer van 1789 tot ongeziene taferelen. Duizenden landlieden maakten de Saônevallei onveilig om feodale registers te vernielen en seigneurs te plunderen, waarna ze op 29 juli de abdij van Cluny probeerden te beroven. Deze uitwassen hielden verband met de Grote Schrik die door het land ging, en die doorgaans wordt gezien als de drijfveer voor de radicale beslissing die de gedeputeerde in de nacht van 4 augustus namen. Wellicht gaat dit te ver: het was zeker een reactie van de Nationale Vergadering op de noodsituatie, maar een reactie gemotiveerd door ideeën die in de lucht hingen en verder kijkend dan een pacificatie van grieven uit één bepaalde hoek.

## De twee afschaffingen onder de Franse Revolutie

### Nacht van 4 augustus

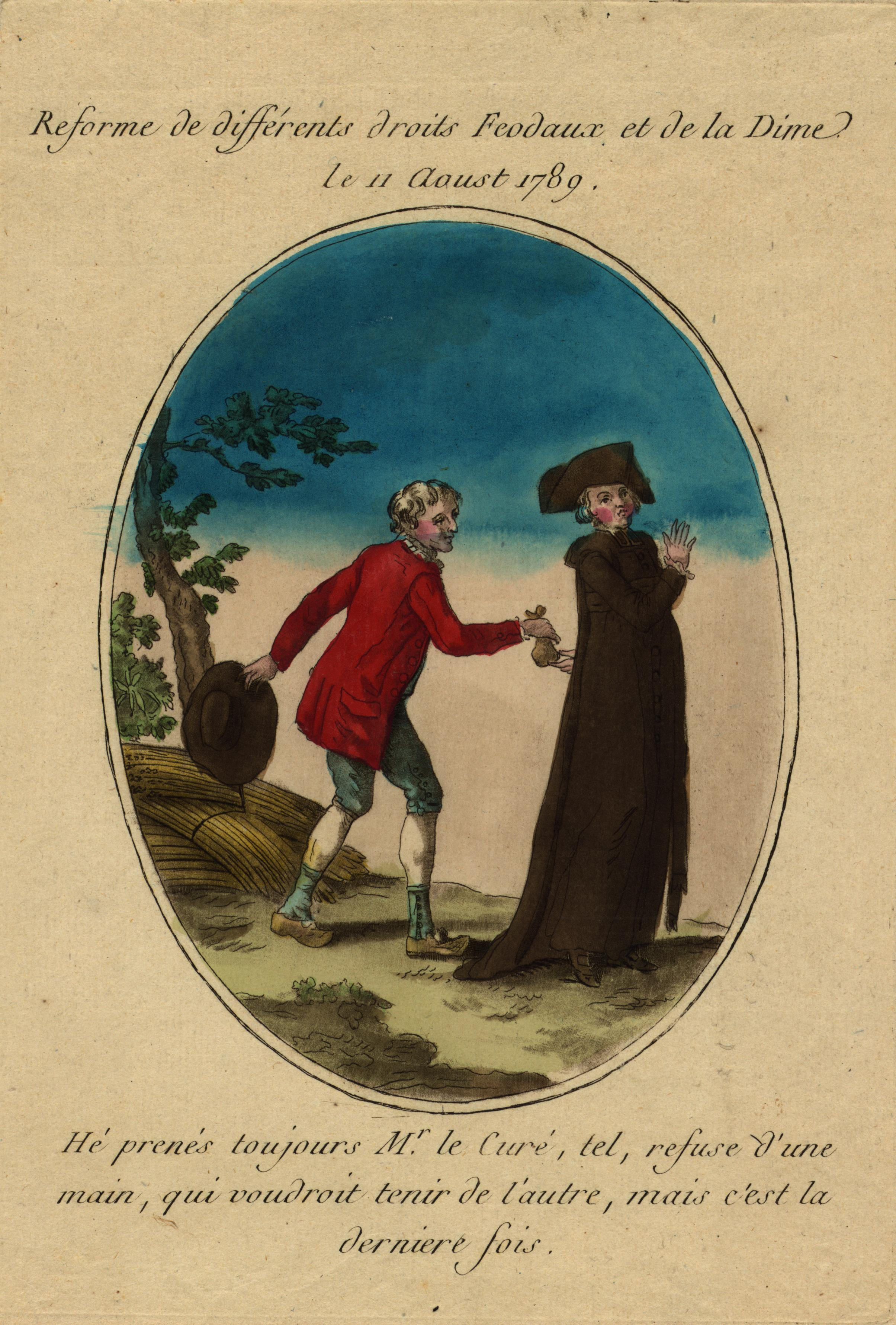
Spotprent van een boer die een laatste afdracht doet aan een priester

Het antwoord op het rurale geweld was deels geïmproviseerd, maar tegelijk programmatorisch. Op een bijeenkomst van 3 augustus 1789 besprak de Club breton hoe hij de volgende dag de afschaffing van de feodale lasten zou voorstellen. De puissant rijke hertog van Aiguillon werd uitgekozen om de boodschap te brengen, maar tijdens de avondzitting van 4 augustus was de burggraaf van Noailles hem te snel af. Hij stelde het einde voor van de fiscale voorrechten en de collectieve afkoopbaarheid van de feodale lasten, met uitzondering van een aantal rechten die zonder vergoeding zouden verdwijnen (persoonlijke herendiensten en de dode hand). Daarop trad Aiguillon hem bij, maar de tekst die hij presenteerde was minder verregaand. Hij zag het afkopen individueel en zonder uitzonderingen, tegen de hoge prijs van dertig jaarrenten. Pierre Samuel du Pont de Nemours verlegde de aandacht naar harde repressie. Na hem nam de ene spreker na de andere het woord om vol elan en enthousiasme een of ander voorrecht op te offeren. Voor bisschop Jean-Baptiste de Lubersac waren dat bijvoorbeeld de exclusieve jachtrechten van de heren. Pastoors vroegen om afstand te mogen doen van hun casueel. Cottin legde de heerlijke justitie op het blok en een edelman de ambtenverkoop. De hertog van Châtelet legde de afkoopbaarheid van de tienden voor.
Alle nachtelijke beslissingen werden genomen zonder tekstredactie. Het formaliseren ervan was het werk van de volgende dagen. Het uiteindelijke decreet, dat 18 artikelen telde, werd voltooid op 11 augustus. Ondanks het ronkende begin ("De Nationale Vergadering vernietigt het feodale regime volkomen") waren niet alle voorwaarden en implicaties geregeld. De complexe transitie die door het decreet in gang werd gezet, zou nog heel wat voeten in de aarde hebben. Het basisprincipe was echter dat eigendom werd gescheiden van macht en bevrijd van dienstbaarheden en lasten. Gronden moesten zo vrij zijn als personen. De tenures, zelfs de niet-feodale, moesten plaats ruimen voor "absolute" eigendommen. Andere aspecten van het decreet waren de afschaffing van de voorrechten en van de onafhankelijkheid van de Kerk.
Dankzij de nacht van 4 augustus was de weg vrij om later die maand de Verklaring van de rechten van de mens en de burger aan te nemen. Koning Lodewijk XVI stond echter vijandig tegen de genomen beslissingen en liet na ze te bekrachtigen. Hij veranderde deze houding door de Mars op Versailles, zodat het decreet uiteindelijk op 3 november wet werd.

### Uitwerking door het Comité voor feodale rechten
Merlin de Douai presenteerde in februari 1790 zijn rapport over welke rechten en afdrachten zonder meer werden afgeschaft en welke tegen vergoeding. Het onderscheid dat hij maakte, was tussen afdrachten die de "natuurlijke vrijheid" schonden en afdrachten die ontstaan waren als tegenprestatie voor de concessie van een stuk land. Dit laatste type zag hij als een overeenkomst die moest worden gerespecteerd, omdat ze was geworteld in een vrije uitwisseling. Het gevolg was dat het soort afdracht niet doorslaggevend was: de nomenclatuur bood slechts een eerste benadering, waarvan in de twee richtingen het tegenbewijs was toegelaten. Zo waren banrechten (monopolies op malen, bakken en persen) in principe het prototype van een illegitiem gezagsrecht, maar niet wanneer ze gevestigd waren als de prijs voor de overdracht van land.
Het decreet van 15 maart 1790 nam daarom een lange lijst op van rechten die in principe legitiem waren, behoudens tegenbewijs (cijns, champart, tienden, grondrenten, lods et ventes). Deze rechten waren aan afkoop onderhevig. Rechten die niet werden genoemd, waren in principe afgeschaft. Voormalige heren konden echter de contractuele oorsprong van hun concrete rechten aantonen, en in de meeste provincies mochten ze daarvoor steunen op het adagium Nulle terre sans seigneur: een vermoeden dat de doorslag gaf zolang de tegenpartij het niet met geschriften kon weerleggen. In een materie die dikwijls vele generaties terugging, was dit natuurlijk weinig evident. In de omgekeerde richting kregen voormalige heren het recht getuigen op te voeren, vanwege de doelgerichte verwoestingen die recent waren voorgevallen.
Het rapport van François Denis Tronchet verwierp de collectieve afkoop zoals die in Savoye functioneerde voor een individuele aanpak. Elke tenurehouder moest de rechten die op zijn eigen gronden wogen overnemen, of beter gezegd mocht, want de afkoop was ook optioneel. Wat niet kon, was selecteren in de afgekochte rechten (bv. wel de lod van een perceel, maar niet de cijns). Percelen selecteren was dan weer wel toegelaten: wie meerdere gronden had, was niet verplicht alle heren tegelijk uit te kopen.
De Nationale Vergadering nam het voorstel aan met slechts lichte wijzigingen in het decreet van 3 mei 1790. Daarin waren wettelijke afkooptarieven vastgesteld. Ze lagen behoorlijk hoog, maar waren niet verplicht. Tronchet ging er vanuit dat de partijen onderling lagere afkoopprijzen zouden onderhandelen, omdat het vooruitzicht van kapitaalopbouw aanlokkelijk zou zijn voor de ex-heren. Ook had hij van bij de aanvang een zeer geleidelijke uitdoving van de feodale rechten voor ogen, waarbij de rachats grotendeels het ritme van de onroerende verkooptransacties zouden volgen. Vanaf juni 1790 trad het systeem in voege.

### Participatie en verzet
De voorwaarden ontgoochelden de landlieden en leidden tot gewelddadige incidenten, met in de Lot en de Dordogne haast een opstand. Massaal veel tenurehouders stopten gewoon elke afdracht, zeker in natura. Het Comité voor feodale rechten ontving ook een hoop klachtenbrieven, al kan dit volume gerelativeerd worden als men bedenkt dat elk grondperceel van Frankrijk door de hervorming werd geraakt. Toch laat het zich niet loochenen dat er op het platteland nauwelijks gebruik werd gemaakt van de afkoopmogelijkheid, omdat het simpelweg te duur was. In de steden daarentegen was de participatie niet te verwaarlozen, vooral wanneer men in het vooruitzicht van een verkoopstransactie de lod wilde vermijden.
De afgevaardigden reageerden op het ongenoegen door herhaaldelijk te sleutelen aan de voorwaarden, wat misschien de last verlichtte maar niet de stabiliteit bevorderde. Ze hadden geen enkel begrip voor de oproerigheid van het platteland, zoals ook blijkt uit de Instruction die Merlin op 15 juni 1791 publiceerde. Hun idee van een uitdoving door graduele afkoop, met bescherming van verworven rechten, bleek uiteindelijk te veel weerstand op te roepen. Na nauwelijks drie jaar functioneren zou het plaats ruimen voor afschaffing zonder compensatie.

### Bevrijding door bewijsverschuiving
Oorlog, rurale onrust en politieke radicalisering zorgden vanaf de lente van 1792 voor een ommekeer. De eerste stap werd gezet toen de Wetgevende Vergadering de bewijslast weer omdraaide: ex-heren moesten schriftelijk bewijs aandragen van de rechten waarvan ze het bestaan claimden. De intellectuele munitie werd geleverd door C. Michallet, die in zijn boek Le Mystère des droits féodaux dévoillé (1791) stelde dat usurpatie en geweld aan de basis lagen van het feodalisme, zonder evenwel uit te sluiten dat er in uitzonderlijke gevallen een contractuele grondslag kon zijn geweest. De gedeputeerde Georges Couthon maakte ervan gebruik om op 29 februari 1792 de afschaffing zonder vergoeding van de lods voor te stellen, tenzij met een titel kon worden aangetoond dat ze gevestigd waren als betaling voor land. Volgens hem was de maatregel onontbeerlijk als men het volk achter de massale oorlogsinspanning wilde krijgen. Tegenstanders wierpen op dat het gevraagde bewijs vrijwel onmogelijk was, dat het eigendomsbegrip zelf werd ondergraven en dat ook niet-feodale grondrenten uiteindelijk zouden worden getroffen. Bovendien zou de staat zelf 400 à 500 miljoen livres aan lods verliezen, voortkomend uit nationaal goed, wat de publieke financiën onderuit zou halen als het niet werd goedgemaakt door belastingverhogingen.
Hoewel de rechterzijde het daarmee leek te halen, deden explosieve gebeurtenissen de sfeer omslaan en werd de maatregel op 18 juni gestemd, inclusief het amendement van Lagrévol dat alleen oorspronkelijke titels toeliet. Voortgaand op dit elan stelde Mailhe voor om de maatregel uit te breiden tot alle feodale afdrachten. Ondanks de schorsing van de monarchie op 10 augustus, nam de Wetgevende Vergadering op 20-25 augustus decreten in die zin aan. Aan de theorie van het contractuele feodalisme werd nog lippendienst bewezen, maar zonder oorkonden moesten ex-heren zich nog weinig illusies maken. De tenurehouders voelden dit perfect aan en begonnen massaal afkoopdossiers te initiëren. Zo dwongen ze de ex-heren toe te geven dat ze niet over originele titels beschikten en werden de eigendommen zonder kosten bevrijd van lasten uit de feodaliteit.

### De genadeslag: het decreet van 17 juli 1793
Voor de Nationale Conventie die later dat jaar aantrad, ging dit niet ver genoeg. Zij was van oordeel dat feodalisme inherent een vorm van overheersing was die het sluiten van vrije contracten onmogelijk maakte. Jacques Isoré stelde op 15 juli 1793 voor om alle feodale titels feestelijk te verbranden. Twee dagen later stemde de Conventie een decreetvoorstel van Charlier dat alle heerlijke en feodale rechten zonder vergoeding afschafte, waarmee meteen ook een einde kwam aan het systeem van rachat. Het decreet schreef ook de verbranding van alle documenten met feodale terminologie voor. De vraag was voortaan niet meer of een afdracht contractueel of niet-contractueel van aard was, maar of hij feodaal dan wel niet-feodaal was. Niet-feodale eeuwige grondrenten bleven immers geldig, behoudens afkoop.
Dat laatste bleek echter niet eenvoudig. Vele titels waren gemengd van aard. Via het wetgevingscomité probeerden Merlin en Cambacérès om de niet-feodale rechten eruit te filteren, maar hun voorstel werd verworpen. De Conventie besliste op 2 oktober 1793 dat ook gemengde titels moesten worden vernietigd. Verder aandringen leverde nog een paar keer hetzelfde resultaat op. De verbrandingsplicht werkte rechtsonzekerheid in de hand en werd op 11 februari 1794 weer opgeheven. Niettemin bleef de inning van renten van allerlei aard achter, ook omdat veel schuldeisers het door de inflatie van de assignaten niet de moeite vonden. Het was een welkome zaak voor boeren, maar sommige schuldeisers waren geruïneerd.

### Restauratiepoging onder het Directoire
Nadat het Directoire in het voorjaar van 1796 de assignaten had gedemonetariseerd, begonnen schuldeisers achterstallige grondrenten op te eisen in zilvergeld. De Raad van Vijfhonderd kreeg een golf van petities binnen om het decreet van 1793 in te trekken. Onder de klagers waren veel personen die de schuldkwijtschelding als willekeurig hadden ervaren, bijvoorbeeld niet-edelen die kort vóór de Revolutie cens en lods hadden aangekocht, of die ze zelfs na de Revolutie van de staat hadden verworven als nationaal goed. Dergelijke renten was men commercieel beginnen verhandelen als onlichamelijke beleggingsproducten. De roep om de grondrenten te doen herleven kende echter ook weerwerk van groepen die vreesden dat het enige resultaat van de Revolutie zou zijn dat ze hun feodale voor andere meesters hadden ingewisseld. De kwestie raakte verstrikt in partijpolitiek, maar oversteeg die ook doordat de staatsfinanciën en de herdefiniëring van eigendom in het geding waren. Een motie van Treilhard in maart 1797 kwam dicht bij een doorbraak: hij wilde niet-feodale eeuwige grondrenten herstellen mits een nieuw systeem van afkoop en het kwijtschelden van vijf jaar achterstallen. Het plan mislukte echter.

## Behoud onder Napoleon Bonaparte
Aan het begin van het Consulaat ondernam Napoleon Bonaparte een nieuwe poging om terug te komen op de afschaffing, maar na het mislukken daarvan koos hij voor stabiliteit en behoud. Het was zijn minister Gaudin die in 1800 een niet-retroactief herstel van de eeuwige grondrenten nastreefde. De verwerping van zijn plan met 59 stemmen tegen 29 was Napoleons grootste wetgevende nederlaag. Hoe langer de afschaffing van kracht was, hoe taaier ze zich bleek te wortelen.
Het schipbreuk lijden van de wetgevende restauratie werd gevolgd door een jurisprudentiële poging om de klok terug te draaien. Onder invloed van regeringscommissaris Merlin de Douai oordeelde het Tribunal de Cassation in 1801 in het voordeel van de niet-adellijke Laxaque, die allerlei feodaal klinkende renten had bedongen. Cassatie ontwikkelde een leer waarbij niet de terminologie, maar de onderliggende realiteit doorslaggevend was om een rechtsverhouding al dan niet als feodaal te kwalificeren. De cassatierechtspraak keerde in 1804 zelfs terug naar de vermoedens die Merlin in 1790 wet had doen worden. Weerwerk kwam van de Raad van State. Een advies uit 1803 kon nog worden genegeerd, maar een tweede advies werd bevestigd bij keizerlijk decreet van 23 april 1807. Keizer Napoleon betreurde weliswaar dat het revolutionaire jubileum had plaatsgegrepen, maar nu deze toestand eenmaal was geschapen, zou een terugkeer alleen maar een nieuwe revolutie inhouden en de eigendomsorde verder destabiliseren. Morgen kon weer iets anders in vraag worden gesteld en uiteindelijk zou niemand nog zeker zijn van wat hij bezat. Het tweede advies stelde in essentie dat een ondubbelzinnige titel niet moest worden onderzocht, en gaf daarmee absolute voorrang aan de gebruikte benamingen. In de volgende twee jaar ging de Raad van State nog verder, in adviezen die erop neerkwamen dat geen enkele eeuwige grondrente nog rechtmatig was. Het Hof van Cassatie legde zich er in 1809 knarsetandend bij neer.
Keizer Napoleon, die zich na de nederlaag van 1800 had neergelegd bij de status quo en die zelfs de harde interpretatie ervan door de Raad van State had gesteund, veranderde van koers toen de Nederlandse, Noord-Duitse en Noord-Italiaanse satellietstaten in 1810 bij het Franse Keizerrijk werden geannexeerd. De feodale afschaffing was er in theorie verklaard maar nog niet in de praktijk doorgevoerd. Door het invoeren van de geldende Franse wetgeving in deze gebieden zou de staat tal van inkomsten mislopen en zouden particuliere schuldeisers worden geruïneerd. Om dit te voorkomen stelde Napoleon een commissie aan met Merlin en Cambacérès als zwaargewichten. Ze leverden een gedetailleerd rapport af waarin werd aanbevolen de wetgeving van 1790 toe te passen op de nieuwe gebieden en – zoals ze in het slotakkoord suggereerden – ook op Frankrijk zelf. Niet-feodale grondrenten moesten overeind blijven en contractueel feodalisme eveneens, met uitzondering van de gezagsrechten. De aanbevelingen van Faure voor de Duitse gebieden gingen in dezelfde richting. Opnieuw kantte de Raad van State zich tegen deze voorstellen, niet vanwege de rechtskundige argumentatie maar omwille van de stabiliteit en de politieke rust. Vermoedelijk zou dit standpunt uit 1813 niet voldoende zijn geweest om een voorzichtige wetswijziging tegen te houden, maar het slagveld besliste er anders over. Napoleon werd van de macht verdreven zonder dat hij het decreet van 1793 fundamenteel had aangepast.

## Anekdotische terugkeer
De instorting van het napoleontische regime bracht een restauratie van het Franse koningschap, en daarmee ook de vrees voor een terugkeer van het feodalisme. In de schaduw van de polemiek en de pamflettenstrijd waren er veel rechtszaken over eeuwige grondrenten. Dikwijls ging het over genationaliseerde renten die nog niet waren afgekocht. In diverse arresten knaagde het Hof van Cassatie op casuïstische wijze aan de bestaande wetgeving. Dit culmineerde op 16 april 1838 in een veralgemenend arrest dat de context en de substantie van grondrenteovereenkomsten voorrang gaf op de gebruikte terminologie. Uiteindelijk bleek deze jurisprudentiële ontwikkeling slechts een voetnoot en begon de vrees voor een feodale restauratie na de jaren 1830 weg te ebben. De eeuwige grondrenten doofden in het volgende decennium uit.

## Voetnoten
1. 1 2  Blaufarb 2019, p. 71
2. ↑  Jean-Jacques Clère, "La survivance des droits féodaux dans la première moitié du XIXe siècle d'après la jurisprudence" in: Mémoires de la Société pour l'histoire du droit des anciens pays bourguignons, 1998, p. 201-216
3. ↑  Anne-Marie Patault, "Un conflit entre la Cour de Cassation et le Conseil d'Etat: l'abolition des droits féodaux et le droit de propriété" in: Revue historique de Droit français et étranger, 1978, p. 427-444
4. ↑  Max Bruchet, L'abolition des droits seigneuriaux en Savoie (1761-1793), Annecy, 1908
5. ↑  Paul Darmstädter, Die Befreiung der Leibeigenen (mainmortables) in Savoyen, der Schweiz und Lothringen, Strassburg, 1897
6. ↑  Eric Cochrane, Florence in the Forgotten Centuries, 1527-1800. A History of Florence and the Florentines in the Age of the Grand Dukes, 1973, p. 428-491. ISBN 0226111504
7. ↑  Ted W. Margadant, "Summary Justice and the Crisis of the Old Regime in 1789", in: Historical Reflections/Réflexions historiques, 2003, nr. 3, p. 495-528
8. ↑  Blaufarb 2019, p. 49
9. ↑  Blaufarb 2019, p. 69
10. ↑  1000 à 2000 in de archieven, zie: Philippe Sagnac en Pierre Caron, Les comités des droits féodaux et de législation et l'abolition du régime seigneurial (1789-1793), Paris, Imprimerie nationale, 1907, 823 p.
11. ↑  Blaufarb 2019, p. 79-80
12. ↑  Blaufarb 2019, p. 84-86
13. ↑  Blaufarb 2019, p. 88
14. ↑  Blaufarb 2019, p. 97
15. ↑  Blaufarb 2019, p. 102
16. ↑  Henri Dard, Du rétablissement des rentes foncières, Paris, 1814
17. ↑  Blaufarb 2019, p. 116
18. ↑  Arresten van 13 december 1820, 15 maart 1824, 27 maart 1833 en 3 juni 1835
19. ↑  Blaufarb 2019, p. 117
20. ↑  Blaufarb 2019, p. 206, 256